# Apina callisto
Apina callisto is een vlinder uit de familie uilen (Noctuidae). De wetenschappelijke naam van de soort is voor het eerst geldig gepubliceerd in 1847 door George French Angas
De vlinder is overdag actief en heeft een spanwijdte van rond de 50 millimeter. De soort komt voor in het zuiden van Australië en is daar endemisch. De waardplanten van deze soort zijn Arctotheca calendula en Erodium-soorten.